# Holga

Holga 120 CFN

Die Holga 120 S ist eine in China sehr billig gebaute Mittelformatkamera. Sie wurde erstmals 1982 in Hongkong gefertigt. Eine herausnehmbare Filmmaske erlaubt Aufnahmen auf 120er Rollfilm wahlweise im Format 6 × 6 oder 4,5 × 6 cm.
Seit einiger Zeit ist auch eine reine Holgalinse verfügbar, mit welcher die holgatypischen Fehler an modernen SLR-Kameras erreicht werden.

## Technische Daten
- Objektiv: Unvergütete Meniskuslinse mit 60 mm Brennweite; Bildwinkel horizontal 53°, vertikal 53°, diagonal 70° (6 × 6) bzw. vertikal 41°, diagonal 64° (4,5 × 6)
- Lichtstärke (Fotografie): nominell f=1:8, die vorgesehene Einstellmöglichkeit von „Wolke“ auf „Sonne“ bewirkt bei den älteren Modellen keine Änderung. Die tatsächliche Blendenöffnung beträgt etwa 4,5 mm, was einer Blende von etwa 1:13 entspricht. Bei Modellen ab Produktionsjahr 2009 funktioniert der Blendenschalter. Man hat somit die Auswahl zwischen „Wolke“ (f/13) und „Sonne“ (f/19).
- manuelle Scharfstellung nach Symbolen
- Verschlussart: Metall-Loch-Rotationsspringblende mit fester Verschlusszeit von ungefähr 1/100 Sekunde, einige Modelle zusätzlich mit der Einstellung B
- Blitzschuh mit Mittenkontakt und X-Synchronisation, einige Modellvarianten mit eingebautem, ungeregelten Elektronenblitz
- Sucher: Einfacher Fernrohrsucher
- Filmformat: 120er Rollfilm

## Eigenschaften
Die Holga wurde als Volkskamera für den chinesischen Markt konstruiert, die für jedermann erschwinglich sein sollte. Mit der Zeit hat sie ihren Weg auch in den Westen gefunden und genießt mittlerweile in Europa und den USA einen gewissen Kultstatus.
Mit der Holga angefertigte Fotos weisen zahlreiche technische Mängel auf, wie beispielsweise Unschärfen, Streulicht oder Farbverfälschungen. Außerdem bietet sie sehr wenige Einstellmöglichkeiten. Auf der anderen Seite bietet sie wiederum Möglichkeiten, die bei herkömmlichen Kameras zwecks Fehlervermeidung gesperrt sind. So lässt sich z. B. der Spulknopf beliebig weit drehen, womit sich partielle Doppelbelichtungen kreieren lassen.
Durch den günstigen Preis ist die Holga ein beliebtes Objekt technischer Modifikationen. Im Web finden sich hierzu zahlreiche Anleitungen und Zubehörangebote.

## Praxis

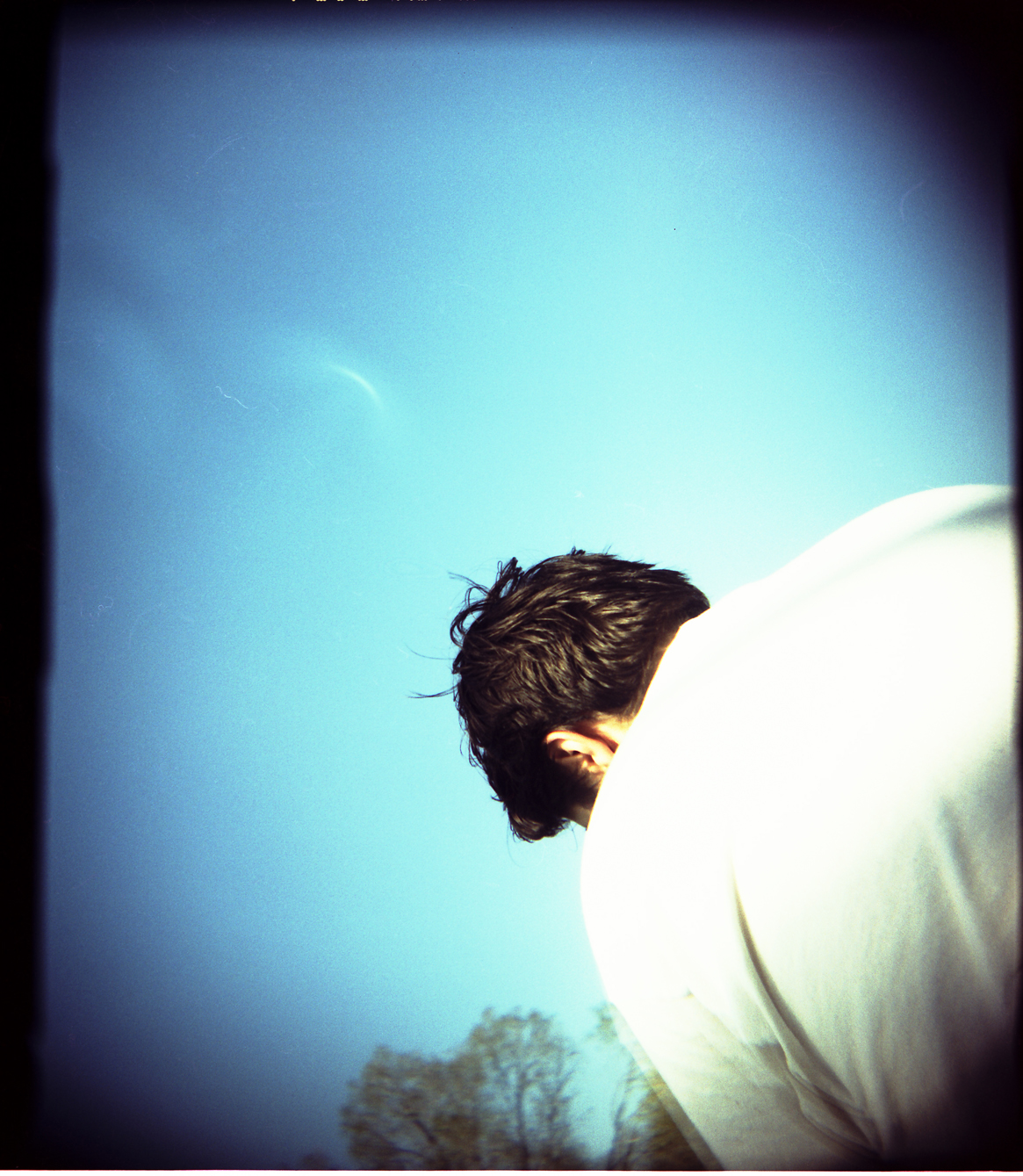
Beispielfoto – deutlich sichtbar die starke Vignettierung

- Das fest montierte 60 mm Objektiv besteht bei allen Kameras der Holga-Serie aus Kunststoff. Auch die Linsen selbst können, abhängig vom Modell, aus Kunststoff gefertigt sein. Das Objektiv weist mehr oder weniger fast alle Bildfehler auf, die man bei herkömmlichen Kameras zu korrigieren versucht.
- Das Objektiv verzerrt alle Linien, die sich im Bild befinden, auch Linien, die durch die Mitte des Bildes gehen. Ihre Verzerrungen sind asymmetrisch und variieren von Modell zu Modell.
- Die Linsen sind nicht vergütet, daraus resultiert eine schlechte Kontrastwiedergabe. Deswegen ist es auch empfehlenswert, im Kontrast eher härter arbeitende Filme, wie z. B. Diafilme, zu verwenden.
- Das Objektiv beschneidet aufgrund der fehlenden Vergütung oberhalb ca. 600 nm und unterhalb ca. 400 nm mit einer weich verlaufenden Kurve das wiedergegebene Farbspektrum, was eine eigene Farbcharakteristik bei Farbaufnahmen entstehen lässt.
- Das Objektiv ist nicht über die gesamte Bildebene gleichmäßig scharf. Meistens ist es in der Mitte relativ scharf und wird zu den Rändern hin unschärfer. Richtig scharf wird es jedoch nie.
- Weiter bewirkt die Linsenkombination einen starken Helligkeitsabfall (Vignettierung) zu den Rändern hin. Diese Vignettierung macht sich am besten bemerkbar, wenn die Holga im 6x6-Modus benutzt wird.
- Andere Bildfehler (Astigmatismus, Koma, chromatische Aberration, sphärische Aberration) sind auch sichtbar, haben jedoch nicht einen so eindeutigen Stellenwert in der Gesamtästhetik wie die vorher genannten.
- Es werden je nach Modell ein bis zwei Adaptermasken mitgeliefert. Damit ist es möglich, sowohl im Format 6x6 cm (quadratisch) als auch 4,5x6 cm (rechteckig) auf den eingelegten Rollfilm zu fotografieren. Es sollte nicht vergessen werden, dass die Kamera Bilder im Hochformat liefert, wenn die 4,5x6-Maske eingelegt ist. Auch ändert sich die Bildanzahl pro Film je nach Format. Mit der 4,5x6-Maske finden 16, mit der 6x6-Maske zwölf Aufnahmen auf einem Film Platz. Der Zähler auf der Rückseite ist jeweils entsprechend umzustellen. Will man noch intensivere Unschärfe-Spiele, so setzt man am besten einfach gar keine Maske ein, somit hat der Film de facto keine Planlage mehr.
- Ein weiterer Fehler sind Lichteinfälle, die chaotisch je nach Modell unterschiedlich sind und einen Abdruck der Kamera in jedem Foto bei hellem Licht hinterlassen. Diese werden durch Löcher im Gehäuse verursacht. Es gibt jedoch auch genügend Exemplare, die gar keine Lichteinfälle haben.
- Die Bilder der Holga sind zwar feinkörniger als Kleinbildfotos, jedoch bei weitem nicht so scharf wie die einer mittelmäßigen Kleinbildkamera. Nur bei Sonnenschein von 10 Uhr bis 14 Uhr in den Sommermonaten ist ISO-100/21°-Film zu empfehlen. Für alle anderen Situationen sind ISO-400/27°-Filme angebrachter.
- Bei sehr schwankenden Lichtsituationen ist Negativfilm dem Diafilm vorzuziehen. Dieser gleicht die Unterschiede besser aus. Da die Kamera keine Einstellmöglichkeit dazu bietet, muss der Film diese Aufgabe erledigen. Bei relativ stabilen Lichtverhältnissen ist jedoch Diafilm zu bevorzugen. Dieser gleicht den niedrigen Kontrast des Objektivs besser aus.
- Schwarz-weiß-Film ist bedenkenlos einsetzbar. Besonders empfehlenswert sind chromogene SW-Filme mit ISO 400/27° wie der KODAK BW 400CN und ILFORD XP2. Diese gleichen auch sehr abweichende Lichtverhältnisse besonders gut aus.

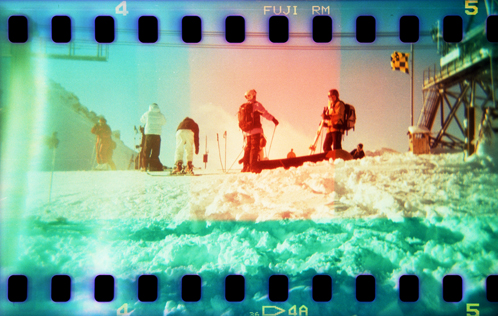
In eine Holga eingelegter, auf ganzer Fläche belichteter Kleinbildfilm

- Man braucht die Holga nicht umzubauen, um einen 35-mm-Film einzulegen. Wird der Film beispielsweise zwischen Schaumstoffteile geklemmt, kann er nicht verrutschen. Da man dann keine Kontrolle darüber hat, wie weit der Film weitertransportiert wurde, muss man ca. 34 Klicks (Umdrehungen) weiterdrehen. Bei etwa 30 Klicks (bei 6x6) schließen die Bilder direkt aneinander an, und man hat ein Endlosbild. Zu beachten ist, dass der Zähler hinten vorsichtig zugeklebt wird, da sonst Licht einfällt.

## Modelle
- Holga 120 S – Standard-Holga, Kunststofflinse
- Holga 120 SF – gleich wie S, aber mit integriertem Blitz
- Holga 120 N – Bulb-Funktion (Langzeitbelichtung), Stativanschluss, Blitzschuh, Kunststofflinse
- Holga 120 FN – Bulb-Funktion (Langzeitbelichtung), Stativanschluss, integrierter Blitz, Kunststofflinse
- Holga 120 GN – Bulb-Funktion (Langzeitbelichtung), Stativanschluss, Blitzschuh, Glaslinse
- Holga 120 GFN – Bulb-Funktion (Langzeitbelichtung), Stativanschluss, integrierter Blitz, Glaslinse
- Holga 120 CFN – Bulb-Funktion (Langzeitbelichtung), Stativanschluss, integrierter Blitz – durch integrierte Farbfolien färbbar, Kunststofflinse
- Holga 120 GCFN – Bulb-Funktion (Langzeitbelichtung), Stativanschluss, integrierter Blitz – durch integrierte Farbfolien färbbar, Glaslinse
- Woca  120 GF – baugleich mit Holga 120 GFN Kamera
- Woca  120 G – bis auf eine Glaslinse baugleich mit Holga 120 S Kamera
- Holga 135 – für 35-mm-Kleinbildfilm
- Holga 135 BC – wie Holga 135, mit zusätzlicher Maske, welche hinter dem Objektiv verbaut ist. Bewirkt eine ähnliche Vignettierung wie bei den Holga 120 Kameras
- Holga 135 PC – wie Holga 135, mit einer Lochblende an Stelle einer Linse (Lochkamera)
- Holga 120 TLR – Bulb-Funktion (Langzeitbelichtung), Stativanschluss, integrierter Blitz – durch integrierte Farbfolien färbbar, Kunststofflinse
- Holga 120 pan – Panoramakamera 90 mm Objektiv, 6 × 12 cm Negativformat. 2 Blitzschuhe, Libelle zum Ausrichten der Kamera, Stativanschluss